# Цагарија (Козенца)
Цагарија је насеље у Италији у округу Козенца, региону Калабрија.
Према процени из 2011. у насељу је живело 9 становника. Насеље се налази на надморској висини од 1219 м.